# Smalsnabelspindel
Smalsnabelspindel (Savignia producta) är en spindelart som beskrevs av Holm 1977. Smalsnabelspindel ingår i släktet Savignia och familjen täckvävarspindlar. Enligt den finländska rödlistan är arten sårbar i Finland. Arten är reproducerande i Sverige. Inga underarter finns listade i Catalogue of Life.